# Bagrat Ier d'Ibérie
Bagrat Ier d'Ibérie (en géorgien ბაგრატ I, Bagrat I ; né vers 822, mort en 876) est un duc de Tao Inférieur et un prince-primat d'Ibérie de la famille des Bagratides.

## Biographie
Second fils d'Achot Ier d'Ibérie, il reçoit lors du partage du patrimoine paternel le Tao Inférieur où il règne de 830 à sa mort. Il est refoulé jusque dans les montagnes du Klardjeth par les émirs de Tiflis Alî ibn Chouaïb (830-833) et Ishâq ibn-Ismâil (833-853) auxquels il doit payer tribut. 
Toutefois Bagrat comme son père porte le titre de curopalate et est également considéré comme un vassal par l'Empire byzantin. Il met à profit une offensive des forces de l'empereur Théophile en Arménie et en Géorgie en 837 pour tenter de se rétablir. 
Un recul des Grecs en 842 l'oblige à reconnaître l'autorité califale et à soutenir le gouverneur arabe Mohammed ibn-Khâlid contre l'émir Ishâq de Tiflis, ce qui lui permet de reconstituer en sa faveur la principauté d'Ibérie de 842/843 à 876.

## Mariage et descendance
D'une épouse au prénom inconnu, fille de Smbat VIII Bagratouni, prince des Bagratides, selon Cyrille Toumanoff il laisse :
- David, prince-primat d'Ibérie ;
- Adarnassé Bagration, eristavi mort en 874 ;
- Achot, eristavi.